# 41 Dywizja Piechoty (Imperium Rosyjskie)
41 Dywizja Piechoty (ros. 41-я пехотная дивизия) – dywizja piechoty Armii Imperium Rosyjskiego, w tym okresu działań zbrojnych I wojny światowej.

## Charakterystyka
W 1914 wchodziła w skład 16 Korpusu Armijnego. Sztab dywizji stacjonował w Kazaniu. W tym czasie dywizja etatowo posiadała cztery pułki po cztery bataliony oraz brygadę artylerii polowej z 6 bateriami po 8 dział. Doświadczenie zdobyte podczas walk na frontach I wojny światowej  skutkowało zmianami organizacyjnymi. Zimą z 1916 na 1917 rozpoczęto reorganizację dywizji piechoty. Zredukowano liczbę batalionów z 16 do 12 i zmniejszono liczbę dział polowych na mniej aktywnych odcinkach frontu.

## Struktura organizacyjna
Organizacja w 1914
- 1 Brygada Piechoty (Kazań)
  - 161 Aleksandropolski pułk piechoty (Kazań)
  - 162 Achałcyński pułk piechoty (Kazań)
- 2 Brygada Piechoty (Symbirsk)
  - 163 Lenkorańsko-Naszeburski pułk piechoty (Symbirsk)
  - 164 Zakatalski pułk piechoty (Symbirsk)
- 41 Brygada Artylerii (Kazań)